# Ballinagar
Ballinagar, en irlandais : Béal Átha na gCarr, est un village irlandais du Comté d'Offaly. Il est situé sur la route régionale R402 entre Daingean et Tullamore.